# ميتش لويس
ميتش لويس هو ملحن كندي، ولد في 30 سبتمبر 1954 في تورونتو في كندا.

## وصلات خارجية
- ميتش لويس على موقع IMDb (الإنجليزية)
- ميتش لويس على موقع ميوزك برينز (الإنجليزية)
- ميتش لويس على موقع ديسكوغز (الإنجليزية)